# 王武俊
王武俊（735年—801年），字元英，契丹怒皆部人。唐將領。成德節度使。

## 生平
幼善騎射，在李寶臣帳下擔任裨將。封维川郡王。建中三年（782年）正月殺李惟岳，傳首京師，本欲謀得成德節度使，三月為恆冀都團練觀察使，以功高賞薄，對朝廷不滿，又瞧不起張孝忠，暗中與幽州節度使朱滔相互勾結。是年十一月，王武俊稱赵王，朱滔稱冀王，與李納、田悅一併稱王，昭義節度使李抱真退保魏州（今河北大名東北）。衛長寧忠於唐朝，勸王武俊歸唐不成，想謀殺王武俊，事泄，被腰斬。
李抱真親赴王武俊轅門，勸降武俊，二人結義為兄弟。王武俊與李抱真聯合對付朱滔，德宗为鼓励王武俊也封他为卢龙节度使，授同中书门下平章事，任为司空，封琅琊郡王。進檢校太尉兼中書令。
德宗贞元十七年（801年）病死，谥忠烈。王武俊妻李氏。长子王士真袭位。另有子王士清、王士平、王士则。
武俊傳王士真、士真傳王承宗，承宗傳王承元，承元歸順朝廷，改封義成節度使，帝敕魏博軍的田弘正掌成德軍。王廷湊兵變，殺田弘正，自立為成德節度使。王廷湊是王武俊養子「王五哥」的後人。

## 延伸阅读
[在维基数据编辑]
 《舊唐書·卷142》，出自刘昫《舊唐書》
 《新唐書·卷211》，出自《新唐書》